# Senegals Davis Cup-lag
Senegals Davis Cup-lag styrs av Senegals tennisförbund och representerar Senegal i tennisturneringen Davis Cup, tidigare International Lawn Tennis Challenge. Senegal debuterade i sammanhanget 1984, och spelade bland annat semifinal i Europa-Afrikazonens Grupp I 1988.